# Pedro Ponce de León (monjo benedictí)
|  | Si cerqueu altres usos, vegeu Pedro Ponce de León. |

Pedro Ponce de León (Sahagún, Lleó, abans de 1508 - Oña, Castella, 29 d'agost de 1584). Va ser un monjo benedictí i educador responsable de la formació de diversos infants sords al monestir de San Salvador de Oña.
Malgrat que generalment Pedro Ponce és considerat com el primer educador de sords, això no és del tot exacte, donat que en la mateixa Castella fray Vicente de Santo Domingo (Domingo de Zaldo), un monjo jerònim, ja ho va fer uns anys abans i havia ensenyat l'art de la pintura a Juan Fernández de Navarrete, el Mut.
No es té notícia de l'existència de cap obra didàctica escrita per Pedro Ponce de León, tret d'un foli incomplet conservat a l'Archivo Histórico Nacional de Madrid localitzat l'any 1986. A aquest manuscrit s'hi descriu un alfabet bimanual de la seva invenció molt primitiu, basat en la idea de la "mà musical", original de l'italià Guido de Arezzo per ensenyar a escriure. S'esperava que l'infant sord intuiria per ell mateix el significat de les paraules traçades sobre el paper. Mètode que és en realitat molt antic, ja que a s'havia emprat amb èxit a Itàlia, si més no, dos segles abans que ho tornés a utilitzar el benedictí lleonès.
La senzilla proposa de Pedro Ponce de León de fer servir la mà per a mostrar les lletres, fou amplament reconeguda a causa de la notorietat social de la família dels seus alumnes i, posteriorment, pels mateixos historiadors de l'orde benedictí. No va inventar un mètode pròpiament original, ni va ensenyar a parlar fonèticament; tot i que ja era un fet remarcable ensenyar a llegir i escriure a, almenys, un sord de la notorietat de Pedro de Tovar o de Velasco. El qual pogué ser així hereu del marquesat de Berlanaga, car seguint allò que indicà Aristòtil, es suposava als sordmuts incapaços de tenir idees abstractes o morals.
Segons defensa un corrent historiogràfic, existia un tractat sobre l'educació dels sords-muts que es conservava al monestir d'Oña. Però que no es trobà quan Benito Jerónimo Feijoo, de visita al monestir, volgué veure'l. També es creu que el 1814 es feu una còpia que arribà a Bartolomé Gallardo, tanmateix es cremà durant la revolta i l'incendi de convents de 1823 a Sevilla.
A Sahagún, al costat de les runes de l'abadia benedictina, hi té dedicat un monument. També se li erigí, el 1920, un monument al Parc del Retiro de Madrid.